# Andrea Ruppert
Andrea Ruppert (geb. 1961) ist eine deutsche Rechtswissenschaftlerin. 

## Wirken
Andrea Ruppert studierte Rechtswissenschaften an der Universität Passau und an der Johann Wolfgang Goethe-Universität Frankfurt. Von 1994 bis 1997 arbeitete sie als Wissenschaftliche Mitarbeiterin bei Peter Gilles an der Professur für Privatrecht, Verfahrensrecht und Rechtsvergleichung der Johann Wolfgang Goethe-Universität in Frankfurt. Von 1997 bis 2002 war sie Rechtsanwältin mit dem Schwerpunkt im Wirtschaftsrecht. 1999 wurde sie promoviert. 
Seit 2003 ist Andrea Ruppert Professorin für Wirtschaftsprivatrecht an der Fachhochschule Frankfurt (nunmehr: Frankfurt University of Applied Sciences). Von 2007 bis 2009 war sie Vizepräsidentin der Hochschule. Sie vertritt das Handels- und Gesellschaftsrecht, das Verhandeln und Gestalten von Verträgen sowie das Datenschutzrecht. Sie beschäftigt sich insbesondere mit der „genderspezifischen Verhandlungskompetenz“ und ihre Auswirkungen auf Gehalts- und Aufstiegsverhandlungen.

## Schriften (Auswahl)
- Andrea Ruppert: Lauterkeitsrechtliche Beurteilung der DRTV-Werbung unter besonderer Berücksichtigung des Teleshopping. Peter Lang, Frankfurt am Main 1999, ISBN 3-631-34933-5 (Zugl.: Frankfurt (Main), Univ., Diss., 1999).
- Andrea Ruppert, Martina Voigt: Gehalt und Aufstieg. Mythen – Fakten – Modelle erfolgreichen Verhandelns. Shaker, Aachen 2009, ISBN 978-3-8322-6666-0.
- Andrea Ruppert, Martina Voigt: Verhandlungsstrategien und Verhandlungserfolg männlicher und weiblicher Führungskräfte in Gehaltsverhandlungen. Cuvillier, Göttingen 2015, ISBN 978-3-7369-9022-7.